# 樱会
樱会是由大日本帝国陆军内的年轻军官于1930年9月建立的极端民族主义秘密组织。该组织的目标是在必要时作出军事政变，基于极权军国主义重新组织国家。其公开宣称的目标是昭和维新，他们声称这将使昭和天皇摆脱党派政治和邪恶官僚，在一个新的军事独裁政权下回到其正当位置。

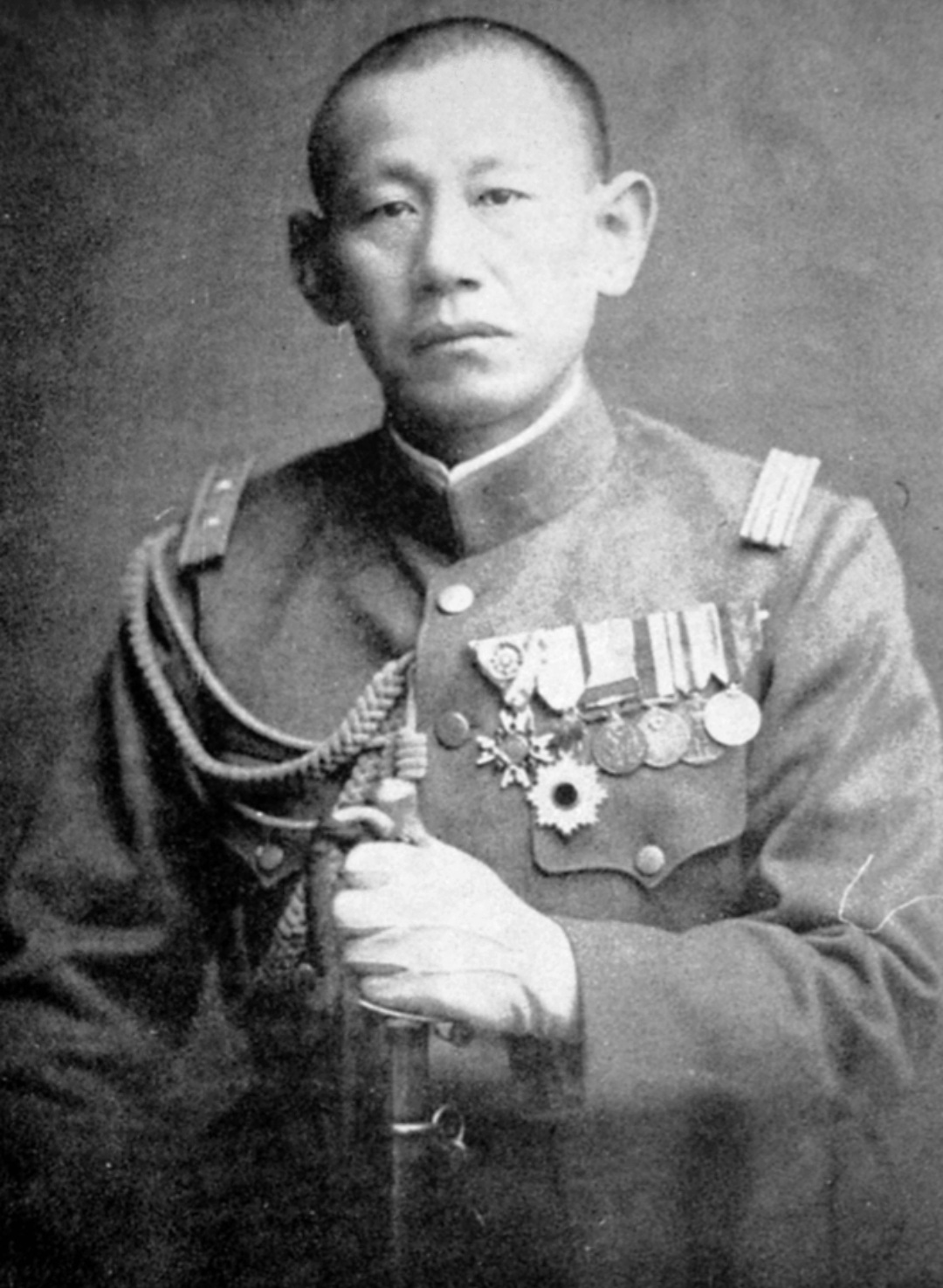
桥本欣五郎，樱会的创始人

起初，樱会只有约十名成员，都是陆军总参谋部的现役高级军官。樱会在此后逐渐扩大到包括团级和连级军官，到1931年2月，其成员已增加到50人以上，到1931年10月时其成员甚至可能有数百人。樱会的一位杰出的领导人是未来的日本首相，小矶国昭。樱会成员在合气道创始人植芝盛平领导下的武馆举行会议，该武馆位于京都府绫部市的大本教总部。
樱会寻求政治改革，即通过政变推翻党派政府，建立一个以国有社会主义为基础的新内阁，以根除日本据称腐败的政治、经济和思想。
在1931年日本的两次事件（三月事件和十月事件）中，樱会和民间极端民族主义者试图推翻政府。在十月事件后，樱会领导人被逮捕，樱会解散。
该组织的许多前成员转向陆军内部的统制派。

## 脚注
1. ↑  James L. McClain, Japan: A Modern History p 414 ISBN 0-393-04156-5
2. ↑  Sims, Japanese Political History Since the Meiji Renovation 1868-2000 page 155
3. ↑  Beasley, The Rise of Modern Japan [页码请求]